# Torban (zespół muzyczny)
Torban, niekiedy zapisywane jako Torbán – ukraiński zespół muzyczny założony w 2016 we Lwowie. Specjalizuje się w wykonywaniu dawnych pieśni ludowych pochodzących z ukraińskich tradycji obrzędowych. Utwory są aranżowane w nowoczesny sposób przy zachowaniu oryginalnej formy, rytmu i tekstu.

## Historia
Zespół został założony przez Artura Temczenkę (instrumenty perkusyjne, drumla, śpiew) i Jurija Dwornyka (lira korbowa, drumla, śpiew). Nazwa „Torban” nawiązuje do historycznego instrumentu szarpanego, popularnego wśród ukraińskiej szlachty w XVII–XVIII wieku. Debiut sceniczny zespołu odbył się podczas festiwalu „Święto Muzyki” we Lwowie w czerwcu 2016. Jesienią tego samego roku do składu dołączyła wokalistka Mariczka Ciczkowa.
W 2017 grupa zakwalifikowała się do finału festiwalu Mikołajki Folkowe w Lublinie, zdobywając nagrodę wyróżnienia. Środki uzyskane z nagrody przeznaczono na nagranie debiutanckiego albumu Wesna (org. , który miał premierę w marcu 2018. Nagrania realizowano w wiejskim gospodarstwie pod Tarnopolem oraz w studiu
W listopadzie 2019 grupa ponownie została wyróżniona na Mikołajkach Folkowych, otrzymując tym razem nagrodę w konkursie „Otwarta Scena” za muzykę transową i oryginalny wizerunek sceniczny.
W czerwcu 2020, w czasie pandemii COVID-19, Torban zaprezentowała drugi album Striła, który – podobnie jak pierwszy – opiera się na dawnych pieśniach obrzędowych w nowoczesnych aranżacjach.

## Styl muzyczny
Zespół określa swój styl jako tradycyjny folk inspirowany archiwalnymi pieśniami ukraińskimi. Utwory wybierane są głównie przez Mariczkę Ciczkową, która inspiruje się folklorem ukraińskiego Polesia. Charakterystyczne dla zespołu jest łączenie autentycznych struktur rytmicznych i tekstów z nowoczesnym brzmieniem.

## Dyskografia
- Wesna (2018)
- Striła (2020)[2]